# 上思县
上思县位于中国广西壮族自治区西南部，是防城港市下辖县。面积2816平方公里。电话区号：0770。县人民政府驻思阳镇。
上思县坐落于十万大山北麓。县城距离省会南宁市仅100公里，距广西最大的海港防城港116公里，距东兴市130公里，为防城港市唯一市辖县。

## 行政区划
上思县下辖4个镇、3个乡、1个民族乡：
思阳镇、在妙镇、华兰镇、叫安镇、南屏瑶族乡、平福乡、那琴乡和公正乡。

## 人口民族
根據第七次人口普查數據，截至2020年11月1日零時，上思縣常住人口為194774人。
2020年人口25万人，汉族占6.52%，少数民族占93.48%。

## 资源
上思县是广西的林业大县。境内森林资源丰富，以马尾松、细叶云南松、以及阔叶树为主的森林面积254.84万亩，覆盖率61%。活立木总蓄积量638万立方米。横跨广西上思县、防城港市防城区、钦州市钦北区的十万大山水源林自然保护区坐落在上思县，面积108万亩。其核心区在上思县，占地58万亩。
上思县区内，动植物资源丰富，各种植物计有195科、35属、1458种。稀有珍贵优良树种有格木、万年木、紫荆木、红椎、米老排、鸡毛松等。十万大山有"天然药库"之称，有野生药用植物428种。动物共有260多种，其中属于国家一、二级保护的动物有黑叶猴、小爪水獭、金猫、大灵猫、虎、林麝以及白鹇、原鸡等35种。失踪30多年的世界濒危鸟类海南虎斑鸠2001年在上思县被发现，引起联合国有关部门关注。 　　
上思县境内河流纵横交错，落差大，水力资源丰富。县内大小河流28条。主要河流明江河境内流程134公里，总落差51米。全县水电资源蕴藏量为7.8万千瓦。可开发量7.2万千瓦，目前仅开发2.38万千瓦，在明江建有那板、百细、百龙、平台4座梯级水力发电厂（站），投资7800万元装机容量1.1万千瓦的平福水电站正在紧张建设之中，可望年底前1#机组正常发电。 　　
地下矿藏有褐煤，地质储量为7788万吨；石灰石储量数十亿吨以上，分布于县思阳镇的布透沿四方岭横跨七门乡、在妙镇靠近县属国有平广林场一带，东西走向长34公里，南北宽2公里不等。金矿、石油、磷矿、汞矿、石膏矿等也具有开采价值；十万大山一、二号矿泉水，1988年经国家级鉴定，具有很好的开发条件，两处年可开采3.56万吨，目前生产有十万大山牌矿泉水。 　　

## 经济
上思县地处桂西南十万大山北麓，不沿海、不沿边，是一个经济欠发达的山区县。该县根据当地丰富的土地、森林、水能、煤炭、石灰石等资源以及面临良好的发展机遇，变资源优势为经济优势，逐步探索出一条有特色的县域经济发展之路。2006年全县完成生产总值21.31亿元，增长20.2%，其中第一产业增长12.1%，第二产业增长32.1%，第三产业增长17.5%；财政收入增长41.85%；全社会固定资产投资增长95.5%；全年农民人均纯收入增长28.65%；城镇居民人均可支配收入增长38.6%。 　　
立足土地资源优势，做大做强蔗糖支柱产业。该县投入2.28亿元，对区域内的上上糖业公司、昌菱制糖公司进行技改扩能，一年内压榨能力由原来的日榨1.2万吨提高到2.5万吨。在"第一车间"带动下，2006年全县新增甘蔗面积9.8万亩，当年甘蔗总产量达210万吨，产糖23.87万吨，实现了"全县人均产糖1吨"的目标，全县农民人均种蔗纯收入达1500元。同时，两家制糖企业大力推进甘蔗综合利用，大力推广酒精废液喷淋、滤泥还田等甘蔗生产技术，初步构起甘蔗-蔗糖-酒精-复合肥的产业链，去年生产酒精11882千升，生产复合肥2.22万吨。 　　
立足山地资源，做大做强林业新兴产业。为加快从林业资源大县向林业经济强县的跨越，上思县与广西高峰集团、七坡林场建立起长期战略合作伙伴关系，在实施林企一体化"20+1"工程（造林20万亩兴办1个林产企业）基础上，启动实施"30+2"工程,进一步整合了林产林化资源，发展林产林化产业。2006年新植速丰林7万亩，全县速丰林面积达20万亩，木材产量25万立方米，比上年增长212.5%；全年林板产量6.31万立方米，比上年增长213.9%；松香产量1.94万吨，比上年增长49.2%。 　　
围绕资源优势，实行"三化互动"，增强县域经济发展支撑力。该县坚持"三化互动、工业优先"的思路，把工业带动作为县域经济发展的核心和主攻方向，同时高度重视农业产业化和城镇化建设，形成了工业化带动、农业产业化推动、城镇化促动的"三化互动"发展格局，拉动了县域经济的快速发展：
- 一是围绕蔗糖、制药、林化、建材、水电等优势产业，明确把工业发展作为主攻方向。该县成功地外地引资兴建了华林中高密度纤维板厂、上华胶合板厂、平福水电站、富三藏淀粉厂等4家企业，引进右江矿务局前来投资开发煤炭；成功改制了百龙电站、百细电站、仁盛制药厂、万山红制药厂等4家国有企业；促成县松香厂、叫安酒精厂、县化工综合厂、铁合金厂等4家企业恢复正常生产；高起点、高标准建设城西工业园区和昌菱生态产业园区。去年园区内企业总产值达12.7亿元，占全县工业总值的53.7%。2006年，全县实现工业总产值23.63亿元，增长48.8%。其中规模以上工业总产值完成15.7亿元，增长71.8%，工业对县域经济发展的贡献率达50.1%。
- 二是围绕甘蔗、速丰林、木薯、优质谷、奶牛、特种优质鱼等优势，加快推进农业产业化进程。该县通过大力推行"公司+基地+农户"的产业化经营模式，依靠龙头企业提升农业产业化层次；积极推进农业标准化生产，建立了罗非鱼、斑点叉尾鮰等优质鱼类标准化生产基地和出口基地；大力发展无公害农业，香糯、蜂蜜等无公害产品生产发展迅速。去年，全县完成农业总产值12.29亿元，比上年增长12.27%。
- 三是按照"一江两岸、一城两园、一路两镇、一民两化"的城镇建设思路，加快特色城镇化步伐。先后筹资7.46亿元，重点建设了城西工业园区、县城旧城区、明江公园、龙江半岛花园、昌菱生态产业园区、在妙小城镇，新建、改建了县城团结路等6条主要街道，县城面积由2002年的3.13平方公里迅速扩展到2006年的4.2平方公里，初步形成了"城在山中、水在城中、人在绿中"的特色小城镇格局。

围绕优势资源招商引资，强力推进项目建设。该县充分利用县内农林、矿产、水力、旅游、劳动力等优势资源，出台优惠政策，采取驻点招商、以商招商、节会招商等多种灵活方式开展招商活动。2006年全县新引进项目15个，合同资金5.13亿元，实际到位资金2.13亿元。这些重大项目的成功引进和上马建设，有效增强了全县经济发展的后劲。

## 交通

### 公路
- 合那高速、 210国道

## 旅游
上思山清水秀，风景优美，旅游资源得天独厚。十万大山的自然风光，引人入胜。与宁明县那堪乡、那楠乡浦龙山山脉构成大片的原始森林带。在连绵的千山万谷中，林海茫茫，奇峰斗胜，古木参天，山花怒放。古人曾有"一泓温井寒仍暖，十万青山翠不黄"的赞诗。目前建设有十万大山国家森林公园，还有神话般的仙池、仙桥等风景点，及富有瑶族风情的山间瑶寨。位于县境北部的十万大山支脉属岩溶地貌，有千姿百态的石灰岩构成的石山，有洞深莫测的弄怀岩，有龙宫般的开口岩，有水明如镜，味甘清冽的屯隆水岩。位于县城附近2公里处的那板水库，宛如湖泊，山水浑然成趣，富含诗情画意。